# 625 a.C.

## Eventos
- Medos e babilônios afirmam sua independência da Assíria e atacam Nínive (data aproximada).[1][2]

## Nascimentos
- Imperador Suizei (12 de maio de 625 a.C. — 549 a.C.)